# Amore che torni (singolo)
Amore che torni è un singolo del gruppo musicale italiano Negramaro, pubblicato l'8 giugno 2018 come terzo estratto dall'album omonimo.

## Descrizione
Amore che torni è una ballata electro-soul.

## Video musicale
Il videoclip è stato pubblicato l'8 giugno 2018 sul canale YouTube del gruppo ed è stato girato negli Stati Uniti d'America.

## Classifiche
| Classifica (2018)         | Posizione massima |
| ------------------------- | ----------------- |
| Italia (airplay)          | 13                |
| Italia (airplay italiane) | 8                 |